# 下関村 (富山県)
下関村（しもぜきむら）は、かつて富山県射水郡にあった村。現在の高岡市の下関地区の大半のほか、定塚地区の東部にもあたる（あいの風とやま鉄道線を境に、小学校区が南北に分かれている）。

## 沿革
- 1889年（明治22年）4月1日 - 町村制の施行により、射水郡下関村の区域の一部、京田村、塵除村、赤祖父村、大野村、高岡古定塚町、高岡神主町、中川村の区域の一部、上関村の区域の一部、高岡関町の区域の一部をもって、射水郡下関村が発足する。村役場を大字下関1,376番地（飯田又右衛門方）に設置[4]。
- 1900年（明治33年）7月5日 - 村役場と小学校が東漸院へ借家移転[5]。
- 1902年（明治35年）12月27日 - 村役場を大字下関村418番地（桜馬場通り）へ借家移転[6]。
- 1921年（大正10年）12月7日 - 村役場は大字下関村字布施375へ移転（同時に字方丈160に更正）[3]。
- 1922年（大正11年）4月20日 - 村役場が新築落成される[3]。
- 1925年（大正14年）
  - 7月14日 - 下関村の高岡市への編入が内務省に承認される[7]。
  - 8月1日 - 高岡市に編入する[7]。これにより高岡市域は85％膨張した[2]。

## 歴代村長
1. 南木仁十郎（1889年9月3日[4] - 1889年11月3日[8]）
2. 金武央（1889年11月6日[4] - ）
3. 大井六右衛門（1899年7月30日[5] - ）
4. 馬淵清五郎（1902年3月17日[6] - ）
5. 大場常吉（1904年1月27日[6] - ）
6. 南岩次郎（1915年2月26日[9] - ）
7. 南達吉（1918年3月28日[9] - 任期中に急逝し、1919年11月28日に村葬[3]）
8. 今井与右衛門（1920年1月23日[3] - ）
9. 今井兼吉（1924年1月21日[7] - ）